# Râul Pietroasa, Someș
Râul Pietroasa este un râu afluent al Pârâul Negru. 